# Рудаков Ігор Олександрович
Рудаков Ігор Олександрович (8 жовтня 1934 — 17 січня 2008) — радянський академічний веслувальник.
Срібний призер Олімпійських Ігор 1960 року в складі розпашної двійки зі стерновим, учасник 1964, 1968, 1972 років.
Срібний призер Чемпіонату світу 1974 (розпашні четвірки зі стерновим), 1975 (вісімки) років, бронзовий призер 1962 (розпашні двійки зі стерновим), 1962 (розпашні четвірки зі стерновим) років.
Чемпіон Європи 1965 року в складі розпашної двійки зі стерновим, срібний призер 1961 (розпашні четвірки зі стерновим), 1964 (розпашні двійки зі стерновим), 1969 (вісімки) років, бронзовий призер 1963, 1971 років у складі розпашної четвірки зі стерновим.